# Daphnella thiasotes
Daphnella thiasotes é uma espécie de gastrópode do gênero Daphnella, pertencente à família Raphitomidae.